# Argelia en los Juegos Olímpicos de Múnich 1972
Argelia estuvo representada en los Juegos Olímpicos de Múnich 1972 por cinco deportistas masculinos que compitieron en dos deportes.
El portador de la bandera en la ceremonia de apertura fue el atleta Azzedine Azzouzi. El equipo olímpico argelino no obtuvo ninguna medalla en estos Juegos.